# Charles W. Waterman

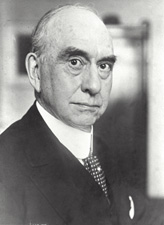
Charles W. Waterman

Charles Winfield Waterman, född 2 november 1861 i Washington County, Vermont, död 27 augusti 1932 i Washington, D.C., var en amerikansk republikansk politiker. Han representerade delstaten Colorado i USA:s senat från 1927 fram till sin död.
Waterman utexaminerades 1885 från University of Vermont. Han arbetade sedan som lärare. Han avlade 1889 juristexamen vid University of Michigan och inledde därefter sin karriär som advokat i Denver.
Waterman efterträdde 1927 Rice W. Means som senator för Colorado. Han avled 1932 i ämbetet och efterträddes av Walter Walker.